# 大野政嗣

大野 政嗣（おおの まさつぐ、1975年5月20日 - ）は東京都八王子市出身の実業家、発明家。愛称は「Mr.Raffine」株式会社ボディワークサービス代表取締役社長、株式会社ボディワークホールディングス取締役、株式会社ボディワーク取締役、株式会社リバース東京取締役、全国手技療法師協同組合理事長。血液型A型。

## 経歴
- 幼少期はサッカー選手として活躍。
- 1998年 株式会社リバース東京（現　㈱ボディワークホールディングス）入社　運営受託店舗管理全般・商業施設店舗新規出店部門に携わる。
- 1999年 有限会社ボディワーク設立に伴い最初の社員(社員1号）として転籍し店舗開発業務を継続。　 （ラフィネ1号店舗から450店舗まで店舗拡大させた実行者→商業施設関係者からMR.Raffineと呼ばれる理由となった功績）
- 2007年8月 株式会社ボディワーク　店舗開発部長に就任。
- 2008年　韓国法人設立するも店舗出店を断念し現地法人閉鎖。
- 2010年
  - 5月　同社取締役就任
  - 株式会社ボディワークホールディングス　取締役就任
  - 株式会社ボディワーククリエイティブ　代表取締役就任　（皇居ランナー向けシャワー施設を立ち上げ）
- 2013年　株式会社ボディワークサービス　代表取締役就任　（クイックメイク事業を買収し精力的に店舗展開をするも赤字が膨らみ台湾法人閉鎖）
- 2014年　ボディワークベトナム　代表取締役就任　（ベトナムのイオンモールへ出店するも当時のベトナムの税改定が有り収益見込めず閉鎖）
- 2018年9月　「マッサージ機」を考案し実用新案登録［実用新案登録第3218228号(U3218228)］
- 2018年10月　「椅子型マッサージ機セットの配置構造」を考案し実用新案登録［実用新案登録番号3218592号］
- 2020年3月　「マッサージ装置、マッサージ制御方法及びマッサージ制御プログラム」を発明し特許取得［特許出願公開番号2020-39830］
- 2020年9月　　相生電子社（長野県）とタイアップをしてボディワークサービス社オリジナル指定管理医療機器マッサージチェア「スペースシャトル」（認定番号302ＡＧＢＺＸ00098000）を本格的に設置展開を実施
- 2021年5月　「椅子用物品落下防止具」を発明し特許取得［特許番号6890562号］
- 2022年7月　「椅子型マッサージ機利用情報集計システム」を発明し特許取得［特許番号7107548号］
- 2022年10月　JR東日本と日本メディック社とタイアップをして新幹線はやぶさデザインを施した指定管理医療機器マッサージチェア「はやぶさモデル」を東北新幹線待合室に設置展開を実施
- 2023年5月　「マッサージ管理システム、マッサージ管理方法およびマッサージ管理プログラム」を発明し特許取得「特許第7278565号」
- 2023年6月　「椅子型マッサージ機セットの配置構造」を考案し実用新案登録「実用新案登録第3242526号」
- 2024年3月　「コインタイマーの硬貨返却部構造」を発明し特許取得「特許第7448761号」
- 2025年3月　経済三団体の一つ「公益社団法人経済同友会」へ入会

## コラボレーション企画
- 京王電鉄株式会社
京王線５０００系車両（京王ライナー）
井の頭線１０００系車両（レインボーカラー）
「キラリナ京王吉祥寺」の従業員休憩室に、車両デザインをモチーフにしたマッサージチェアを導入しました！

## 生い立ち
1975年5月20日、東京都八王子市で次男として生まれる。兄弟２人。身体が弱く母の奨めで5歳よりサッカーを始める。小学生3年生で小学校6年生のレギュラーの座を獲得し様々な選抜にも選出されたが、小学校4年生から6年生までは、兄の影響で水泳に専念しジュニアオリンピック候補選手に選出。その後、プロサッカー選手を目指して埼玉県内に有る強豪校に特待生として進学。最終学歴は海外の大学（台灣師範大学）

## ビジネス
1998年、株式会社リバース東京（現　㈱ボディワークホールディングス）入社。商業施設へ第一号店舗のラフィネを出店させて約450店舗まで新規出店退店業務等を担当。南フランスの葡萄踏みの物語やグランラフィネの店舗コンセプトも立案し実行（この実績から商業施設関係者からはMr.Raffineと呼ばれるようになった）。
その後、新規出店業務から店舗運営管理を遂行し当時の業績回復に献身的に貢献しその功績から同社取締役、グループ会社の代表取締役に就任する。あまり知られていないが、同グループの教育部門も担当していた。
韓国法人を設立し店舗展開を行うも、商売の文化の違いから出店を断念。
社内数名のメンバーと皇居ランナー向けシャワー施設を500円（ワンコイン）で利用する事、レッスン講座の充実、ランナー向け治療院を企画立案し開業している。
台湾法人を作りメイクアップ事業を買収し積極的に出店をしたものの、赤字が膨らみ断念。
イオンモールベトナムから出店の依頼をうけて、ベトナムでも活躍するが、出店後、リラクゼーション業は贅沢品と認定されており、税制改定が有り贅沢税を課税される事となり退店をしてしまった。
台湾、ベトナム、フィリピン、カンボジア、インドネシア、中国、米国ハワイ等に同社の出店の模索をし各国の文化や歴史や価値観及び法律を現場で学ぶ事となった。
その様な経験から5つのP(プラン、プロダクト、プライス、プロモーション、パートナー）が重要だということを学び、帰国後、無重力マッサージを設置展開し㈱ボディワークサービスの業績回復に寄与。

## プライベート
サーフィンやランニングが好きで身体の管理をしている。会社の存続が出来ているのは世の中の皆様のおかげだという精神でそのお礼をする為に年数回は社内の親しいメンバーと地域清掃を実施している。